# Real Americans
(The) Real Americans was een professioneel worsteltag team in de WWE. De leden van dit team zijn Jack Swagger en Antonio Cesaro en beiden werden bijgestaan door hun manager Zeb Colter. 
Hun kenmerkende catchphrase is: "We the People!".